# Медаль «За отличие на государственной службе»
Медаль «За отличие на государственной службе» (азерб. «Dövlət qulluğunda fərqlənməyə görə» medalı) — государственная награда Азербайджанской Республики. Учреждена законом Азербайджанской Республики № 515-IIГ от 7 ноября 2003 года.

## Основания для награждения
Медаль Азербайджанской Республики «За отличие на государственной службе» вручается государственным служащим за активное участие в подготовке и осуществлении важных проектов в области строительства национального государства, а также за добросовестную деятельность и особые заслуги в государственных органах.

## Способ ношения
Медаль «За отличие на государственной службе» носится на левой стороне груди, при наличии других орденов и медалей Азербайджанской Республики — прикрепляется после них.

## Описание медали
Медаль «За отличие на государственной службе» изготовлена из бронзы в виде пластины диаметром 35 мм, украшенной национальными орнаментами. В центре пластины, на втором уровне, изображен герб Азербайджанской Республики. На лучах, рассеивающихся по окружности герба, написаны слова «За отличие на государственной службе». Все надписи и изображения — выпуклые. Оборотная сторона ордена имеет гладкую поверхность, в середине которой выбит номер медали. Медаль соединяется кольцом и петлей с пятиконечной камкой размерами 27 мм x 47,5 мм желтовато-розового оттенка, имеющей элемент для прикрепления к одежде.
К медали прилагается изготовленная из той же камки колодка размерами 27 мм х 9 мм, украшенная национальным орнаментом и имеющая элемент для прикрепления к одежде.